# 漸深層
漸深層（ぜんしんそう、英語: bathyal zone、もしくはbathypelagic zone）とは、外洋における漂泳区分帯において、中深層と深海層の間の領域、すなわち海面下1000 m付近から4000 m付近の領域をさしている。英語におけるbathyは古代ギリシア語のβαθύςに由来している。この領域での水温は約4℃ であり、この領域は海中の有光層(水深1000m未満の領域)より体積が大きい。しかし、生物の密度は低く、基礎生産はほとんどなされていない。地球の深海底は4000 mよりも深い場所が大部分であり、海底付近に溜まる沈殿物や、熱水噴出孔などから供給される物質を受け取ることは難しい。また、太陽光が到達出来ず光合成が出来ないため、植物は知られている限りでは存在しない。

漂泳区分帯

## 生態系
漸深層は太陽光の届かない無光層であるため、目を持たない生物も生息している。漸深層には頭足類、棘皮動物、海綿動物、腕足動物など多様な生物が生息している。主な生物はホウライエソ、ラブカ、アンコウ目、フウセンウナギ目、端脚類、ワニトカゲギス科などである。また、クジラの中には、例えばマッコウクジラのように、漸深層にまで潜りエコーロケーションを用いるなどして食糧を得ている種も存在する。漸深層では目を持つ捕食動物がいないため、漸深層にはあまり筋肉が発達しておらず、粘液質で柔らかい身体を持つ生物が多い。また、目の小さい生物や透明な生物もいる。生物にとって栄養源を見つけることも難しいため、エネルギー効率が良く、代謝率の低い生物が多い。